# Ranya Paasonen
Ranya Paasonen (f.d ElRamly), född 9 januari 1974 i Chennai i Indien, är en finländsk författare och forskare i politisk historia vid Helsingfors universitet.
Paasonen växte upp i Libyen, Egypten och Finland. Hon är gift med Markku Paasonen.